# Klaas van der Woude
Klaas van der Woude (Rinsumageest, gemeente Dantumadeel, Friesland, 1954) is een hedendaags Nederlands componist, arrangeur, muziekpedagoog, dirigent, kornettist en klankregisseur.

## Levensloop
Van der Woude kwam via familie en de plaatselijke muziekvereniging al op jonge leeftijd in aanraking met de blaasmuziek. Hij speelde cornet (muziekinstrument) en kreeg les van de Friese brassband-pionier Sierd de Boer. Via deze docent kwam hij op vijftienjarige leeftijd als cornettist bij brassband De Bazuin Oenkerk. Na een opleiding tot onderwijzer en een overstap naar Brassband De Wâldsang Buitenpost besloot Klaas van der Woude verder te studeren aan de Muziek Pedagogische Academie te Leeuwarden. Een belangrijke stimulans voor het volgen van deze opleiding was afkomstig van Tjeerd Brouwer, jarenlang dirigent van de Wâldsang en ook een aantal jaren van De Bazuin Oenkerk. Het was ook Tjeerd Brouwer die Van der Woude z'n eerste directielessen gaf.
Aan de MPA studeerde Klaas van der Woude trompet, HaFaBra-directie en arrangeren. Vandaag de dag is hij als dirigent verbonden aan De Bazuin Oenkerk en Christelijke Muziekvereniging "Crescendo", Drachten. Daarnaast is hij werkzaam als muziekdocent, arrangeur en klankregisseur. Sinds 2004 is Klaas van der Woude hoofdvakdocent directie HaFaBra aan het Prins Claus Conservatorium te Groningen.

## De Bazuin Oenkerk
Vanaf maart 1986 is Klaas van der Woude als dirigent verbonden aan brassband De Bazuin Oenkerk. In de periode van twintig jaar dat hij deze band muzikaal onder zijn hoede heeft, is het niveau gestaag gestegen en zijn vele successen behaald. De vele arrangementen voor brassband die Van der Woude in deze jaren heeft geschreven zijn altijd een belangrijk onderdeel van het repertoire van De Bazuin Oenkerk geweest, met name tijdens concerten. De band heeft daarom het initiatief genomen om in samenwerking met muziekuitgeverij De Haske een CD te realiseren met alleen maar arrangementen van de hand van Klaas van der Woude. Dit album, getiteld Far From Over, is begin 2007 verschenen.

## Composities/arrangementen

### Werken voor harmonie- en fanfareorkest en brassband
- 1983 Adagio & Badenerie, voor fluit en brassband
- 1994 African Negro Dance, voor brassband
- 2000 A Christmas Fantasy, voor harmonieorkest
- 2000 Ambassadors
- Reach Out / I'll Be There, voor harmonie- en fanfareorkest en brassband
- Total Toto, voor brassband
- Worn Down Piano

### Werken voor koor
- 1980 A funny thing happened, voor gospelkoor
- 1980 All good gifts, voor gospelkoor
- 1983 A Christmas Fantasy, voor gospelkoor